# Temnopleurus hardwickii
Temnopleurus hardwickii is een zee-egel uit de familie Temnopleuridae.
De wetenschappelijke naam van de soort werd in 1855 gepubliceerd door John Edward Gray.

## Synoniemen
- Microcyphus elegans A. Agassiz, 1864[1] per A.M. Diakonov, 1923